# The Point Reyes Light
The Point Reyes Light is een wekelijkse krant die sinds 1948 uitgegeven wordt in het westen van Marin County, in de Amerikaanse staat Californië. De krant kreeg nationale bekendheid in 1979 door haar uitgebreide verslaggeving over een sekte, Synanon, en won daarvoor een prestigieuze Pulitzerprijs.
The Light bevat berichtgeving over regionale kwesties in en rond West Marin, de dunbevolkte westelijke helft van Marin County, ten noorden van San Francisco. Die streek omvat de plaatsen Point Reyes Station, Inverness, Olema, Bolinas, Inverness Park, Nicasio, Stinson Beach, de San Geronimo Valley, Tomales en de Point Reyes National Seashore, alsook Fairfax en de Bodega Bay.
Sinds 2015 is de krant in handen van Tess Elliott en David Briggs.